# Lac Acıgöl
Acıgöl (littéralement « le lac amer » en turc) est un lac de la région égéenne intérieure de la Turquie, dans un bassin endoréique à la jonction entre la province de Denizli, la province d’Afyonkarahisar et la province de Burdur. 

## Description
Sa superficie varie fortement au fil des saisons, avec 100 km2 au printemps et 35 km2 à la fin de l’été, avec une profondeur maximale de 1,63 m. Le lac est remarquable pour ses réserves de sulfate de sodium, largement utilisées dans l’industrie, et les plus grandes opérations commerciales de production de sulfate de sodium de Turquie sont basées ici. Il est situé à 60 km à l’est de la ville de Denizli. D’ouest en est, les districts et villes environnants du lac sont Bozkurt, Çardak, Dazkırı et Başmakçı.
L’altitude du lac est de 836 m, et il est alimenté principalement par des sources à haute teneur en sulfate provenant d’une ligne de faille sur son côté sud. On estime que le lac contient 12,5 millions de tonnes métriques de sulfate de sodium en surface et dans la saumure souterraine, avec des réserves totales probables de 70 millions de tonnes métriques et des réserves possibles de 82 millions de tonnes. Le taux de production annuel à la fin des années 1990 était de 100 000 tonnes, toutes exploitées par des entreprises du secteur privé.
Les anciens Grecs appelaient le lac Anaua (grec moderne : Ἄναυα), et l’ancienne ville près du lac s’appelait Anaua. Les historiens pensent que le lac Ascanie (Ἀσκανία) mentionné par Arrian est aussi le même lac.

## Préservation
Le lac Acıgöl est l'habitation de l'Aphanius transgrediens qui est une espèce inscrite dans la liste des 100 espèces les plus menacés